# Eurokos
Eurokos ist die größte  Kosmetik-Kette in Litauen mit über 130 Geschäften. Die Kette besitzt das Handelsunternehmen UAB „Kosmelita“ in Kaunas.  2011 erzielte man den Umsatz von 65,118 Millionen Litas (18,6 Mio. Euro).
Die Betriebsstätten sind in Naujoji Akmenė, Alytus, Anykščiai, Biržai, Druskininkai, Elektrėnai, Jonava, Joniškis, Jurbarkas,   Kelmė, Klaipėda, Kretinga, Kupiškis, Kėdainiai, Marijampolė, Mažeikiai, Palanga, Panevėžys, Pasvalys, Plungė, Radviliškis, Raseiniai, Rokiškis, Tauragė, Telšiai, Ukmergė, Utena, Varėna, Vilkaviškis, Vilnius,  Visaginas, Zarasai, Šakiai, Šalčininkai, Kuršėnai, Šiauliai, Šilalė, Šilutė.